# Laura Mestre Hevia
Laura Mestre Hevia (La Habana, 4 de abril de 1867-1944) fue una helenista, humanista, escritora y traductora cubana.

## Carrera
Se crio en un ambiente intelectual: a los dieciséis años leía autores como Huxley, Darwin, Spencer, Haeckel, Molleschott y Büchner. Dos años después publica su primera traducción del francés, La sombra, de Adèle Janvier, Vizcondesa de Lepic-Janvier de la Motte.
Mestre estudió en la Facultad de Filosofía y Letras y se aplicó al conocimiento, además del latín y el griego, del francés, el inglés y el italiano, así como de sus respectivas literaturas. Tomó como paradigmáticos el arte, la literatura y la filosofía de los griegos, en cuanto que ostentan valores y cualidades que, según su modo de pensar, habían de estar presentes en la educación de los jóvenes y propuso que ésta había de asentarse en el conocimiento de los textos homéricos. A partir de una formación clásica proponía el estudio de la obra de los sabios modernos y su emulación en cuanto a la difusión y ampliación de ideas y descubrimientos hasta comprender a toda la humanidad.
Es la única mujer que hasta el presente ha traducido los poemas homéricos a la lengua castellana, la Ilíada y la Odisea, versiones pensadas en los educandos hispanohablantes; ambas traducciones permanecen inéditas. También tradujo epinicios de Píndaro, poemas de Safo, la Anacreóntica y cantos populares de la Grecia moderna como parte de sus ensayos, según se puede apreciar en Estudios griegos (1929). Igualmente publicó Literatura Moderna. Estudios y narraciones (1939).
Al morir en 1944 dejó manuscritos y preparados para su publicación otros cuatro libros: Naturaleza, Elementos de Dibujo y Pintura, Las Disertaciones y Florencia (en que recoge sus narraciones).